# انگلیسی اسکاتلندی
انگلیسی اسکاتلندی (به انگلیسی: Scottish English) یا انگلیسی معیار اسکاتلند (SSE) به زبان انگلیسی گفته می‌شود که در کشور اسکاتلند رواج دارد.

علاوه بر تلفظ، گرامر و اصطلاحات متمایز، انگلیسی اسکاتلندی دارای واژگان متمایز است، به ویژه در مورد موسسات اسکاتلند مانند کلیسای اسکاتلند، دولت محلی و سیستم‌های آموزشی و حقوقی.

## زمینه تاریخی
انگلیسی اسکاتلندی به دلیل ارتباط بین زبان اسکتی و انگلیسی استاندارد پس از قرن ۱۷ به وجود آمد. در نتیجه استفاده از انگلیسی توسط اسکاتلندیها، موجب شد بسیاری از سازوکارهای واجشناسی و انتقال لغوی، اغلب برای ادغام تغییر یابد؛ در نتیجه اغلب ناآشنایان با زبان‌شناسی این ادغام‌ها را با تاریخ انگلیسی اسکاتلندی اشتباه می‌گیرند.